# Nautical Institute
Das Nautical Institute (NI) ist eine 1971 gegründete internationale Organisation für maritime Berufe mit Sitz in London, Vereinigtes Königreich. Sie hat Beraterstatus bei der Internationalen Seeschifffahrts-Organisation (IMO). Das Institut hat über 8000 Mitglieder in über 120 Ländern.

## Ziel und Arbeitsweise
Ziel der Organisation ist „to promote professionalism, best practice and safety throughout the maritime industry“. Das Nautical Institute organisiert Veranstaltungen und veröffentlicht die Publikation Seaways. Ihr Beitrag zu die Schifffahrt betreffenden Arbeiten wird auch durch die maritime Wirtschaft in Deutschland inhaltlich unterstützt.
Entsprechend ihrer Arbeitsweise nach dem Prinzip der Gemeinnützigkeit ist das Nautical Institute über die Charity Commission for England and Wales in einem Charity Register als eine Company limited by Guarantee (CLG) registriert, was dem Eintrag als Gemeinnützige GmbH in Deutschland entspricht.

## Veröffentlichungen (Auswahl)
Neben der Publikation Seaways wurden seit 2003 Lehrfilme wie „The Human Element – Improving the awareness of the Human Element in the Maritime Industry“  und „Alert! Fatigue – Time to wake up to the consequences of Fatigue“ in Zusammenarbeit mit Lloyd’s Register veröffentlicht.
Von 2003 bis 2015 erschienen 40 Publikationen in der Reihe The International Maritime Human Element Bulletin.
In der „Alert!-Reihe“ wurde zur Unterstützung des internationalen Aufbaus einer Sicherheitskultur in der Seeschifffahrt das Themenfeld zur Umsetzung des ISM-Codes und seine internationale Kontrolle durch die Port State Control (Hafenstaatkontrolle) thematisiert und vertiefend im Lehrfilm Human Factors (2) - Alert! Maritime Education & Training dargestellt.